# Søren Malling
Søren Dyrberg Malling (født 3. februar 1964 i Kjellerup) er en dansk skuespiller. Han har medvirket i flere film og tv-serier, samt adskillige reklamefilm. Han har modtaget Robertprisen for bedste mandlige hovedrolle i 2013 for sin rolle i Kapringen fra 2012, og en Bodil for bedste mandlige hovedrolle i Forældre af Christian Tafdrup samt en Bodil for bedste mandlige birolle for Den bedste mand i 2018.

## Karriere
Malling er opvokset i Kjellerup og var oprindelig i lære som blikkenslager.
Han blev uddannet fra Skuespillerskolen ved Odense Teater i 1992 og er kendt som vicekriminalkommissær Jan Meyer i DR's tv-serie Forbrydelsen, hvilket er hans hidtil største rolle.
Søren Malling var fra 23. februar til 5. juni 2009 en af de tre værter på Nova Morgen radio holdet på Nova FM, sammen med Dennis Ravn og Vicki Berlin.
Han har spillet med i flere af DRs dramaserier, både i større roller med flere afsnit som Bryggeren (1997), Taxa (1997), Forbrydelsen, Borgen (2010-2013) og 1864 (2014) og mindre roller i enkelte afsnit som Rejseholdet (2000), Nikolaj og Julie (2003), Ørnen (2005) og Dicte (2016).
Han har også medvirket i reklamefilmene om Polle fra Snave, hvor han spillede Karsten Kørelærer.

## Privatliv
Han er gift med skuespilleren Petrine Agger. Han er far til Viilbjørk Malling Agger.

## Filmografi

### Film
| År   | Titel                                   | Rolle              | Noter    |
| ---- | --------------------------------------- | ------------------ | -------- |
| 1998 | Når mor kommer hjem                     | Løber              |          |
| 1998 | Mifunes sidste sang                     | Palle Alfon        |          |
| 2002 | Polle Fiction                           | Karsten Kørelærer  |          |
| 2002 | Charlie Butterfly                       | Brandmand          |          |
| 2005 | Anklaget                                | Forsvarer          |          |
| 2006 | Rene hjerter                            | Bent               |          |
| 2007 | Anja og Viktor - Brændende kærlighed    | Tommy Jensen       |          |
| 2007 | De unge år: Erik Nietzsche sagaen del 1 | Hans Jørgen        |          |
| 2008 | Blå mænd                                | Varberg            |          |
| 2008 | Den du frygter                          | Søren Karlsen      |          |
| 2009 | Vølvens forbandelse                     | Poppo              |          |
| 2009 | Sorte Kugler                            | Læge               |          |
| 2009 | Winnie & Karina - The Movie             | Jacob Davantier    |          |
| 2009 | Storm                                   | Simon              |          |
| 2009 | Julefrokosten                           | Torben             |          |
| 2009 | Hemmeligheder                           |                    | Kortfilm |
| 2010 | Alting bliver godt igen                 | Karl               |          |
| 2010 | Min søsters børn vælter Nordjylland     | Svendsen           |          |
| 2012 | Kapringen                               | Peter C. Ludvigsen |          |
| 2013 | I lossens time                          | Knud               |          |
| 2015 | En kongelig affære                      | Hartmann           |          |
| 2015 | Skammerens Datter                       | Våbenmesteren      |          |
| 2015 | Krigen                                  | Martin R. Olsen    |          |
| 2016 | 1864 - brødre i krig                    | Johan              |          |
| 2017 | Mesteren                                | Simon Brahe        |          |
| 2017 | Gud taler ud                            | Gud/Uffe           |          |
| 2017 | Dræberne fra Nibe                       | Heinz              |          |
| 2017 | Den bedste mand                         | Mogens Palle       |          |
| 2019 | De frivillige                           | Peter              |          |
| 2019 | Gooseboy                                | Togkontrollør      |          |
| 2021 | Margrete den Første                     | Peder Lodehat      |          |

### Tv-serier
| År        | Titel                 | Rolle                        | Noter                   |
| --------- | --------------------- | ---------------------------- | ----------------------- |
| 1997      | Bryggeren             | Arbejder                     | Afsnit 12               |
| 1998      | Taxa                  | Mettes tidligere chauffør    | Afsnit 31               |
| 2000      | Rejseholdet           | Betjent Madsen               | Afsnit 6                |
| 2000      | Hotellet              | Kristoffer Hansen            | Afsnit 17               |
| 2001      | Skjulte spor          | Jacob Melander               | Afsnit 12–16, 18, 21–24 |
| 2003      | Nikolaj og Julie      |                              | Afsnit 14               |
| 2003      | Forsvar               | Steen Abelskov               | Afsnit 4 (2003)         |
| 2003      | Er du skidt, skat?    | Kurt Eierbäch                | Afsnit 1                |
| 2004      | Fjernsyn for voksne   | Thorsten                     | Afsnit 7                |
| 2005      | Ørnen                 | Nikolaj Groholskij           | Afsnit 9                |
| 2006      | Teatret ved Ringvejen | Carsten                      |                         |
| 2007      | Forbrydelsen          | Jan Meyer                    | Afsnit 1–19             |
| 2008      | Deroute               | Steffen fra Hvidevareproffen |                         |
| 2009      | Blekingegade          | Peter Kvist                  |                         |
| 2010–2022 | Borgen                | Torben Friis                 |                         |
| 2012      | Hundene i Riga        | Karlis Liepa                 |                         |
| 2013      | Europamestrene        | Flere roller                 |                         |
| 2014      | 1864                  | Johan                        |                         |
| 2020      | Efterforskningen      | Jens Møller                  |                         |

### Animation
- Æblet & ormen (2009) – Kirsebær

## Priser
Kåret som bedste mandlige skuespiller for sin præstation i Kapringen på Marrakech internationale filmfestival 2012.
Han modtog sin første Robert-pris for bedste mandlige hovedrolle i Kapringen, ved prisuddelingen den 28. februar 2013.